# Mark Wilkinson (ilustrador)
Mark Wilkinson (Windsor, 3 de octubre de 1952) es un ilustrador británico, reconocido por realizar portadas para grupos de rock como Iron Maiden, Judas Priest y Marillion.

## Carrera
Wilkinson logró reconocimiento gracias a su asociación con el grupo de rock progresivo Marillion en la década de 1980. Posteriormente, diseñó el arte de los lanzamientos en solitario de su vocalista, Fish, y de bandas de heavy metal como Judas Priest y Iron Maiden. Aunque domina varias técnicas, se le considera un referente del aerógrafo.
En 2012, su carátula para el álbum de Marillion de 1984 Fugazi, fue elegida por la revista Gigwise como la vigesimonovena mejor ilustración de un álbum de todos los tiempos. En 2015 diseñó las ilustraciones de la cervecería Tya de Øvre Årdal, Noruega. En 2021 diseñó la carátula del álbum Senjutsu de Iron Maiden.

## Carátulas destacadas
- Fugazi, Misplaced Childhood y Clutching at Straws de Marillion
- Vigil in a Wilderness of Mirrors, Sunsets on Empire y A Feast of Consequences de Fish
- Ram it Down, Painkiller, Nostradamus y Redeemer of Souls de Judas Priest
- The Book of Souls y Senjutsu de Iron Maiden